# Андроник Комнин (син цара Алексија I)
Андроник Комнин Порфирогенит (18. септембар 1091 — 1130/1131) је био византијски севастократор, други син византијског цара Алексија  Комнина и царице Ирине Дукине.

## Биографија
Андроник Комнин је рођен 18. септембра 1091. године. Био је син византијског цара Алексија I Комнина и Ирине Дукa.  Брат је цара Јована II Комнина и византијске историчарке принцезе Ане Комнине. По мајчиној страни, Андроник је потомак бугарске царске породице Комитопула. Његова баба Марија била је ћерка Трајана сина цара Јована Владислава. Пошто је рођен за време владавине свог оца, Андроник се у изворима помиње као Порфирогенит (пурпурни) – тако је, на пример, у рукопису који наводи цареву децу, рођење пурпурног Кира Андроника ближе одређује датум његовог рођења.
Типик манастира „Пресвета Богородица Кехаритоменска“ одаје почаст сину Нашег Величанства, пурпурнорођеном и севастократору Киру Андронику Комнину. У песми Теодора Продрома, упућеној царици Ирини Дука, помиње се да је Андроник Комнин умро у Малој Азији отприлике у време када је његов брат − севастократор Исак Комнин - протеран из Цариграда − 1130/1131. године потврђује и сачувани текст. песме Михаила Италика, у којој се помиње да су царица и Нићифор Вријеније пратили тело покојног Андроника од азијске обале до Цариграда.
Севастократор Андроник Комнин је био ожењен најмање два пута. Претпоставља се да се његова прва жена звала Ирина и да је била ћерка Володара Ростиславича, принца од Премисља. Рана руска хроника помиње да је 20. јула 1104. године Володарова ћерка одведена у Цариград да се уда за царевог сина. Типик Манаситира Кехаритомена одаје почаст ћерки нашег величанства Севастократорки Кира Ирени. Вероватно је умрла око 1110. године.
Песма Теодора Продрома помиње севастократора и порфирогенита Андроника и његову жену севастократорку Ану. Овај одломак се вероватно односи на Андроника и његову другу жену.

## Породица
- Алексије Комнин - претпоставља се да је Андроников син од његове прве жене Ирене, а подаци из песме Теодора Продрома дозвољавају да се његова смрт датира у 1120.
- Марија Комнин – њено име и датум упокојења, 3. фебруар, сачувани су у споменику манастира Христа Човекољубца, који је основала царица Ирина Дука, који именује Андроника као Маријиног оца.
- Ана Комнина – њено име и датум њене смрти, 22. јул, сачувани су у споменику манастира „Христос Човекољубац“, који је основала царица Ирина Дукина. У споменику се, међутим, наводи да је била ћерка севастократора и порфирогенита, не прецизирајући да ли је тај севастократор био Андроник или његов брат Исак. Разлог да се верује да је реч о Андрониковој кћери даје чињеница да се на другом месту у споменику помиње друга Ана Комнина, ћерка севастократора Исака Комнина.
- Јован Дука Комнин – протовестијар и протосеваста – његово име је сачувано у списку присутних на синоду од 6. марта 1166. године, у коме се као отац помиње севастократор Андроник Комнин. Даље, Јован Кинам помиње да је Јован, најмлађи син севастократора Андроника Комнина, првог протовестијара, постављен за протосеваста.